# 天地創造 クリエイティヴサウンドトラックス
『天地創造 クリエイティヴ サウンドトラックス』はキティエンタープライズから発売された、ゲームソフト『天地創造』のサウンドトラックである。

## 解説
アレンジ・ヴァージョンとゲーム・オリジナル・サウンド・ヴァージョンに分かれている。
アレンジ・ヴァージョンは音質や音色などが変化している。

## 収録曲
小林美代子作曲は(小)、曳地正則作曲は(曳)を曲名の後につける。アレンジ・ヴァージョンは編曲者。
アレンジ・ヴァージョン
1. 光と闇(曳)
2. さらなる広い世界へ(曳)
3. ZOO(曳)
4. エバーグリーン(曳)
5. 立ちはだかるもの(曳)
6. 帰路(小)

ゲーム・オリジナル・サウンド・ヴァージョン
1. 光と闇(小)(曳)
2. 帰るべき所(小)
3. 予期せぬ出来事(小)
4. 旅立ち(小)
5. 試練(小)
6. 扉の中へ(曳)
7. おくりもの(小)
8. 大地の目覚め(小)
9. おねんね(小)
10. 祈り(小)
11. さらなる広い世界へ(小)
12. 巨木の地下(小)
13. 飛ぶたんぽぽ(曳)
14. エバーグリーン(小)
15. 聖なる頂(小)
16. 大空へ(小)
17. FUKAN(小)
18. ZOO(小)
19. 大地を踏みしめて(曳)
20. わがままライオン(曳)
21. 立ちはだかるもの(小)
22. 汝の名は人間なり(曳)
23. さまよえる魂(小)
24. 街(小)
25. プライムブルー(小)
26. すべてを乗り越えて(小)(曳)
27. 帰路(小)(曳)